# Operation Inmate
 Der er for få eller ingen kildehenvisninger i denne artikel, hvilket er et problem. Du kan hjælpe ved at angive troværdige kilder til de påstande, som fremføres i artiklen.

Operation Inmate var et bombardement af japanske baser på Truk i Carolinerne under i Stillehavskrigen i 2. verdenskrig. Operationen blev udført fra den 12. til den 16. juni 1945. På dette tidspunkt i krigen, var kystbombardementer en højtudviklet teknik.
Australske og newzealandske skibe lukkede sammen med amerikanske luftangreb den japanske flybase på øen indtil slutningen af krigen.
Bombarderingsstyrken bestod af Task Group 111.2, en afdeling fra Task Force 57. Task Group 111.2 bestod af fire kampgrupper (engelsk: Task Units):
Task Unit 1
- HMS Implacable

Task Unit 2
- HMS Ruler
- HMS Termagant

Task Unit 5 (senere Task unit 3)
- HMS Swiftsure
- HMS Newfoundland
- HMCS Uganda
- HMNZS Achilles

Task Unit 15
- HMS Teazer
- HMS Tenacious
- HMS Terpsichore
- HMS Troubridge